# هیرشگ-پاک

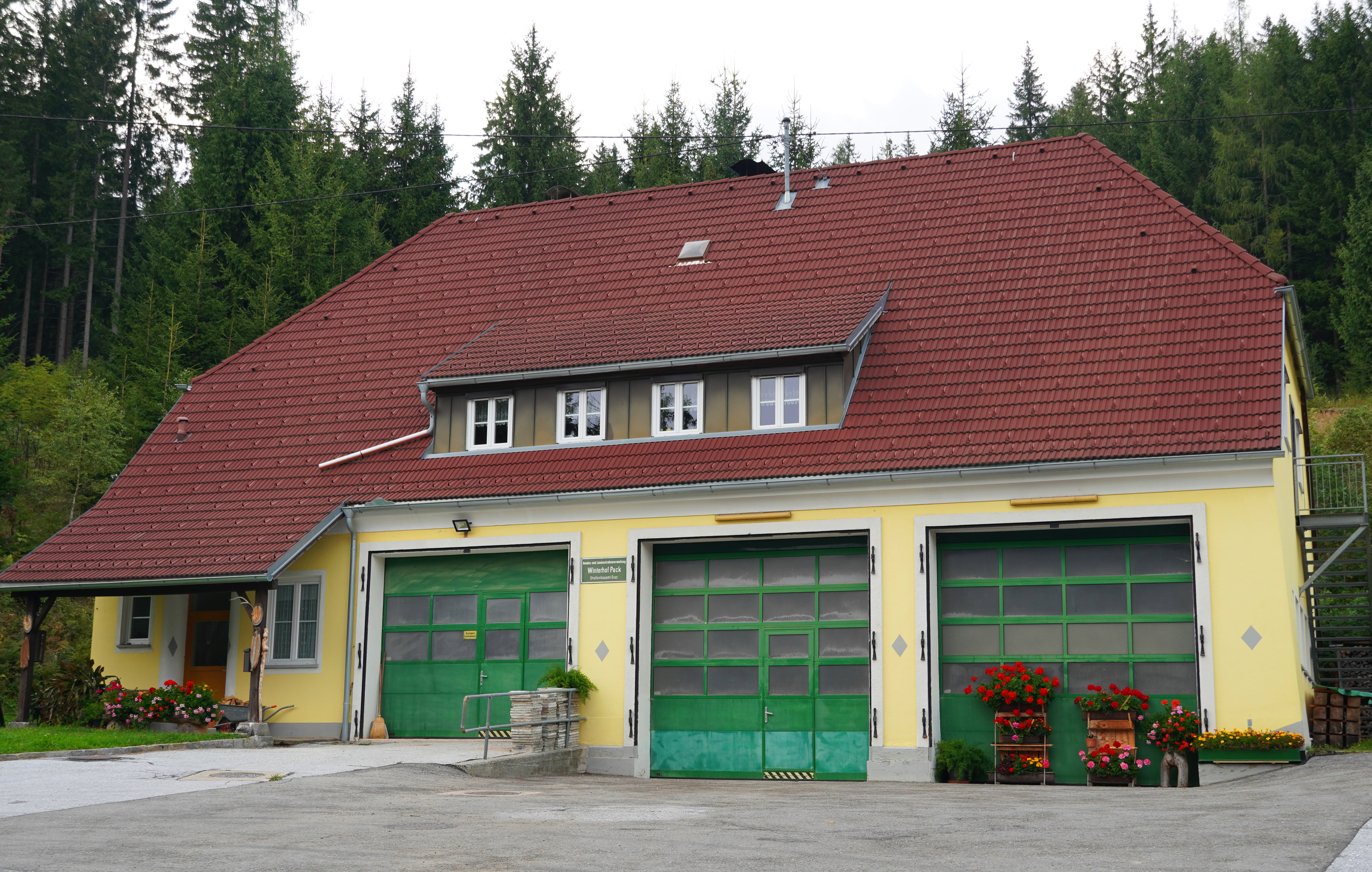
hirschegg_ pack

هیرشگ-پاک (به آلمانی: Hirschegg-Pack) یک شهرستان در اتریش است که در ویتسبرگ واقع شده‌است. هیرشگ-پاک ۹۹٫۱۳ کیلومتر مربع مساحت دارد ۸۹۹ متر بالاتر از سطح دریا واقع شده‌است.